# Convención Nacional Demócrata de 2016
La Convención Nacional Demócrata de 2016 fue la convención nacional del Partido Demócrata de los Estados Unidos celebrada entre el 25 al 28 de julio de 2016, en el Wells Fargo Center, en Filadelfia, Pensilvania. En ella, los delegados del partido eligieron los candidatos a presidente de los Estados Unidos y vicepresidente de los Estados Unidos, para las elecciones de noviembre de ese año, resultando nominados Hillary Clinton, ex secretaria de Estado (2009-2013), y Tim Kaine, actual senador junior por Virginia, respectivamente.